# Blok Trypolijski
Blok Trypolijski − blok parlamentarny w libańskim Zgromadzeniu Narodowym, zrzeszający deputowanych (głównie sunnitów), reprezentujących Trypolis, drugie co do wielkości miasto kraju. Ugrupowaniem kieruje Mohammad Safadi. Blok Trypolijski wszedł w 2005 roku w skład prozachodniego Sojuszu 14 Marca.

## Członkowie
- Mohammad Safadi, Mohammad Kabbara, Maurice Fadel, Kassem Abdel-Aziz.